# Campaña militar

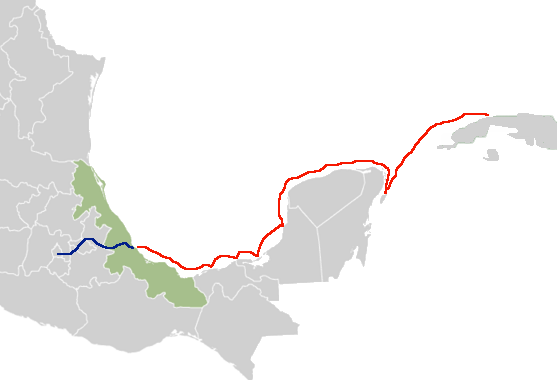
Campaña militar de Hernán Cortes en el Imperio Azteca.

Una campaña militar consiste en un conjunto de acciones militares que transcurren en una misma zona geográfica y un mismo período.

## Definición
En el contexto de la ciencias militares, una campaña militar comprende todas las operaciones militares, normalmente efectuadas por una fuerza defensiva o atacante, dirigidas a la consecución de una deseada situación militar o política, dentro de unas limitaciones geográficas y temporales.

## Historia del término y variaciones en su significado
Originalmente, se entendía por campaña el conjunto de acciones de un ejército (una armada, una flota) en una guerra:
- desde la salida,
- el avance (marítimo - la travesía) de las tropas (fuerzas),
- el asalto (invasión) al territorio (acuartelamiento) del enemigo,
- la conducción del combate en enfrentamientos y batallas,
- hasta el regreso.[1]

Según Carl von Clausewitz, en las ciencias de la guerra se prefería "considerar la guerra y en la guerra la campaña individual como una cadena compuesta de compromisos ruidosos [...]"
En la época de las llamadas en alemán las Guerras de Gabinete (c. 1650 a 1800) (guerra de los Treinta Años en Alemania y la guerra de los Ochenta Años entre España y los Países Bajos), la guerra se interrumpía durante el invierno. Las tropas se retiraban a los cuarteles de invierno (acantonamiento). La campaña sólo denotaba una etapa concreta de una guerra que duraba varios años.
Una campaña solía comprender todas las operaciones militares de un año natural, desde un campamento de invierno hasta el siguiente trimestre de invierno, o incluso sólo durante una estación (por ejemplo, la campaña de verano). Las denominaciones posteriores de las campañas adoptaron estas limitaciones temporales.
Desde principios del siglo XIX, se convirtió en costumbre referirse en los documentos oficiales a la totalidad de todas las operaciones de un ejército que se llevaban a cabo espacialmente en una parte independiente de un teatro de guerra como una campaña (por ejemplo, la Campaña de África). Carl von Clausewitz afirma:"Ya sea que uno [...] llame campaña a lo que ha ocurrido en un año de sucesos bélicos [...], se habla más comúnmente y más definitivamente de entender por ello los sucesos de un teatro de guerra". Una guerra podía y puede constar de varias campañas.
En la literatura, en las guerras históricas, el término campaña puede referirse a menudo a toda la guerra, es decir, a lo largo de más de un año, como por ejemplo la Invasión napoleónica de Rusia de 1812 de Napoleón Bonaparte. Clausewitz escribe sobre esto:"Nadie dejará que la campaña de 1812 termine en el Memel, donde los ejércitos se encontraban el 1 de enero, y contabilizará la retirada posterior [...] hasta el otro lado del Elba en la campaña de 1813, ya que evidentemente es sólo una parte de toda la retirada de Moscú".
En el lenguaje militar de principios del siglo XXI, se entiende por campaña las operaciones estratégicas y otras actividades militares en el teatro de guerra continental y/o en el teatro de guerra naval (oceánico), que son autónomas y se suceden sin interrupción, y que se preparan y ejecutan según una idea común y un plan uniforme. Un ejemplo de aplicación lo dan las operaciones militares en Siria de la Agrupación de Fuerzas Armadas de Rusia (2015-2017, campaña en Siria).
Las campañas militares son, por tanto, una sucesión de batallas (o combates bélicos entre dos o más oponentes), en los que cada grupo intenta derrotar a los otros, y las maniobras realizadas por fuerzas militares (regulares o irregulares) que pretenden la victoria en una guerra. Las campañas militares, al mantenerse durante un cierto espacio de tiempo, suelen ser llevadas a cabo por fuerzas permanentes profesionales de soldados o guerrillas, aunque en ocasiones también se ha considerado como campañas los conjuntos de acciones militares emprendidos por milicias u otras fuerzas no profesionales cuando se han desarrollado de forma continuada en el tiempo. 
Una campaña militar, técnicamente, es una serie de operaciones militares relacionadas. En este contexto, campaña militar se usa, predominantemente, para referirse a lo que hace uno de los bandos, y es útil para distinguir entre la guerra como un todo, y los bandos de dicha guerra. El fin de una campaña militar puede deberse a la derrota de uno de los bandos por parte del otro, a la ocupación de territorio, a la consecución de unos objetivos previos que llevan al fin del conflicto, o al fin de un periodo del año que favorece el desarrollo de las operaciones (por ejemplo, en las guerras europeas anteriores a la ilustración, las campañas militares solían acabar en invierno). En una guerra convencional, el fin de una campaña militar conduce algunas veces a conflictos armados más pequeños (a menudo llamados desórdenes, rebeliones, insurgencias, golpes, etc.).
Una campaña militar puede designar, de un modo más libre, a cualquier conjunto de operaciones militares en un mismo teatro de operaciones, aunque formando parte de una guerra de más extensión. En este sentido, una campaña militar es una serie de batallas enlazadas durante un tiempo, acción y geografías definidas, dentro de un marco o línea temporal más grande (por ejemplo, la Campaña en África del Norte durante la Segunda Guerra Mundial).

## Temporada de invierno
En la época premoderna, las campañas solían interrumpirse durante la temporada de invierno, durante la cual los soldados se retiraban a los cuarteles de invierno (o 'acantonamientos') para pasar los meses más fríos con calor y protección. Por ejemplo, los antiguos romanos tenían  castra aestiva ('cuartos de verano', con tiendas de cuero) pero más estacionarios castra hibera ('cuartos de invierno', con barracones de madera) fácilmente movibles. Sin embargo, con un clima favorable y con el equipo y los suministros adecuados, las campañas militares podrían extenderse desde la 'temporada de campaña' hasta el invierno en un intento de tomar al enemigo con la guardia baja.
Por ejemplo, en la campaña de Flandes, el general francés Jean-Charles Pichegru inesperadamente cruzó los Grandes Ríos helados en los Países Bajos durante el duro invierno de 1794-1795, y conquistó las Provincias Unidas de los Países Bajos. Pero las campañas de invierno mal preparadas a menudo tenían consecuencias desastrosas debido a la alta mortalidad entre los soldados; el ejemplo más notorio de esto es la invasión francesa de Rusia por Napoleón (24 de junio - 14 de diciembre de 1812). Por lo tanto, los comandantes del ejército trataron de tener en cuenta la necesidad de regresar a sus tropas a sus cuarteles de invierno, o establecer nuevos cuarteles de invierno en un lugar seguro, mucho antes de que comenzara el invierno, a fin de no dejar a sus soldados vulnerables al enemigo ni a los elementos.

## Evaluaciones
Se juzga que una campaña militar tiene éxito si se cumplen las condiciones deseadas como objetivos, a través de operaciones de combate y de no combate. Esto se determina, habitualmente, cuando una de las entidades beligerantes derrota a la entidad oponente. La manera en la que una fuerza termina las operaciones, sin embargo, influencia la percepción del éxito de una campaña. Al final de una campaña se le sigue normalmente, la transición de la autoridad militar por una autoridad civil y el reposicionamiento de las fuerzas.
Las campañas militares en curso, dentro y fuera de guerras individuales, se caracterizan algunas veces metaforicamente como pantanosas, debido a varios factores (tales como, una pequeña esperanza de victoria, objetivos pobremente definidos y/o una estrategia para salir nada clara). Normalmente se usa de manera peyorativa para describir, en opinión del que lo usa, operaciones mal encaminadas. Su uso en debates políticos, surgió durante la Guerra de Vietnam. Activistas, comentaristas, y expertos que lo usen, pueden escogerlo específicamente para aludir al conflicto de Vietnam y a la Invasión de Irak de 2003.

## Principales desafíos de una campaña militar
Una campaña militar debe hacer frente a una serie de desafíos. Para ello se requiere una planificación integral, comunicación efectiva y adaptabilidad. El éxito en las campañas militares a menudo depende no solo de la fuerza militar, sino también de la capacidad para gestionar estas cuestiones multifacéticas. Equilibrar los objetivos tácticos con metas estratégicas más amplias es esencial para lograr una estabilidad y seguridad a largo plazo.
- Logística y cadena de suministro

Es preciso gestionar de forma adecuada las líneas de suministro. Para ello se debe coordinar el movimiento de personal, armas, alimentos y suministros médicos puede ser logísticamente complejo. Las líneas de suministro vulnerables pueden ser objetivo del enemigo, interrumpiendo las operaciones.  Además es preciso hacer frente a las limitaciones de infraestructura, ya que en muchas zonas de conflicto, la infraestructura existente puede ser inadecuada, lo que requiere soluciones creativas para transportar suministros.
- Inteligencia e información

Las operaciones efectivas dependen de una inteligencia precisa y de calidad. La información mal interpretada o desactualizada puede llevar a errores críticos en la estrategia o despliegue de tropas. Además es preciso prestar atención a tareas de contrainteligencia de forma que la información sensible no caiga en manos enemigas. Esto incluye monitorear las comunicaciones y asegurar los datos.
- Terreno y medio ambiente

Los diferentes terrenos presentan dificultades únicas, como montañas que obstaculizan el movimiento o entornos urbanos que complican los enfrentamientos. Además el clima puede impactar la visibilidad, movilidad y efectividad del equipo, lo que requiere una planificación flexible.
- Moral y factores psicológicos

La exposición prolongada al combate puede llevar a problemas psicológicos como el estrés por combate, afectando el rendimiento. Un liderazgo fuerte y una comunicación efectiva pueden fortalecer la moral, mientras que la falta de apoyo o una mala comunicación pueden llevar a la desilusión.
- Guerra asimétrica

En ciertas circunstancias los adversarios pueden emplear tácticas de guerrilla, emboscadas y dispositivos explosivos improvisados, desafiando las respuestas militares tradicionales. En otro orden la creciente dependencia de la tecnología significa que los ciberataques pueden interrumpir operaciones y comunicaciones sin confrontación directa.
- Impacto civil y apoyo

Ganar Corazones y Mentes: Comprometerse positivamente con las poblaciones locales es crucial para el éxito a largo plazo. No hacerlo puede llevar a la insurgencia o a la pérdida de apoyo.
Daños Colaterales: Las bajas civiles pueden generar resentimiento y oposición, complicando los objetivos militares y la reconstrucción posterior al conflicto.
- Consideraciones políticas

Las campañas militares pueden estar influenciadas por la opinión pública y agendas políticas, que pueden cambiar durante el curso de las operaciones. Navegar alianzas y abordar las preocupaciones de otras naciones es crítico, ya que las acciones militares pueden tener consecuencias geopolíticas de gran alcance.
- Adaptación al cambio

El campo de batalla es dinámico e impredecible. Los comandantes deben ser capaces de ajustar tácticas y estrategias en tiempo real según las circunstancias cambiantes. Es preciso poder incorporar rápidamente las lecciones aprendidas de encuentros previos en las operaciones actuales es esencial para mejorar la efectividad.
- Dinámicas de coalición

Trabajar con fuerzas multinacionales requiere comprender y navegar las diferencias culturales y filosofías operativas. Establecer una cadena de mando clara y objetivos compartidos entre los socios de la coalición puede prevenir malentendidos e ineficiencias.

## Nomenclatura
El nombre de una campaña militar difiere entre los distintos bandos y no depende del ganador o del perdedor (a diferencia de las batallas). Es el caso de la "Campaña de Polonia " (1939), generalmente llamada "Guerra Defensiva de 1939" por el lado polaco, y entre los alemanes e incluso internacionalmente llamada Invasión alemana de Polonia de 1939 debido a los distintos puntos de vista.

## Ejemplos

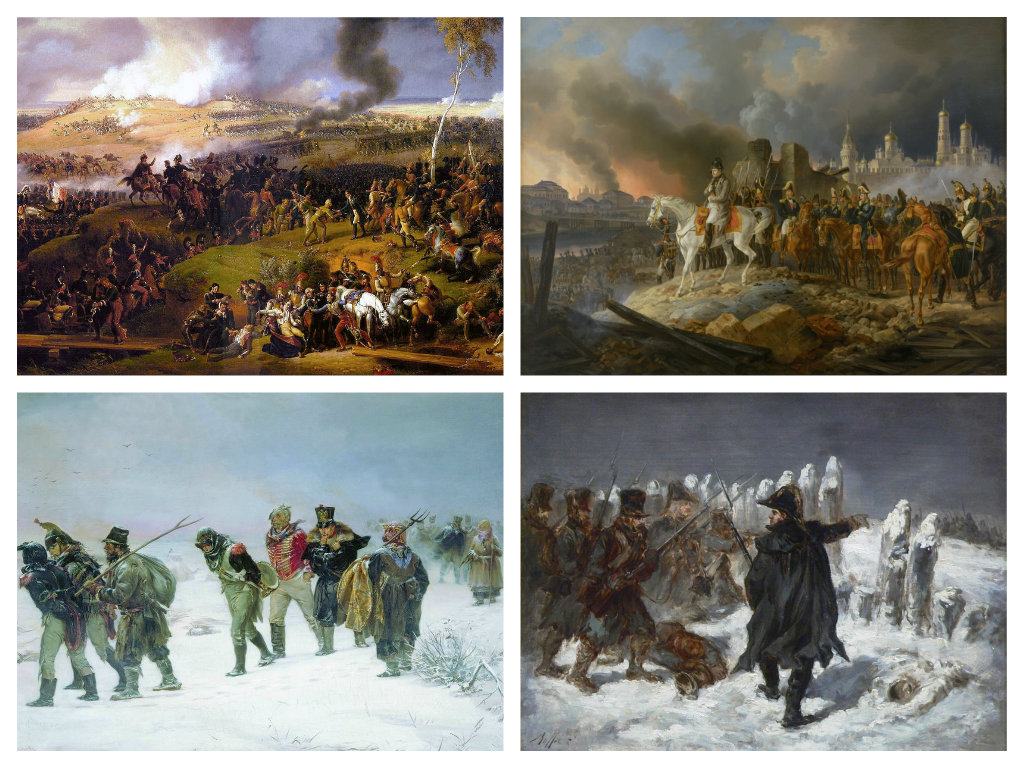
La campaña rusa fue una de las expediciones militares más importantes lideradas por Napoleón.

Los primeros conflictos organizados entre humanos tuvieron lugar hace ente unos 5.400 años y 13.000 años. Según unos autores los primeros conflictos aparecieron unos 9.000 años antes de nuestra era, durante el Neolítico. Otros investigadores sitúan el primer conflicto armado anteriormente. Según estos autores, el primer conflicto armado en la historia de la humanidad ocurrió mucho antes de lo que se pensaba anteriormente. Según recientes investigaciones, la evidencia más temprana de violencia organizada entre grupos humanos se remonta a aproximadamente 13.000 años atrás, en el período prehistórico. Un análisis de esqueletos de 13.000 años de antigüedad encontrados en el cementerio de Jebel Sahaba, en Sudán, ha revelado evidencia de lo que podría considerarse el conflicto violento más antiguo conocido de la humanidad. Otros investigadores sitúan la primera guerra mucho más tardíamente: según un reciente estudio realizado por científicos de la Universidad de Oxford, los primeros conflictos bélicos a gran escala se remontan a la Edad de Piedra, hace aproximadamente 5400 años 
A lo largo de la historia se han producido un enorme número de campañas. Se pueden citar como campañas tempranas más notables las de Julio César, así como las de Solimán el Magnífico. Se suele citar también las diversas campañas napoleónicas (Guerras napoleónicas). También se puede incluir las campañas realizadas en la denominada Conquista de México por Hernán Cortés. Se suelen denominar campañas a situaciones diversas, como la Campaña de Guadalcanal, o la Campaña en África del Norte de la Segunda Guerra Mundial.